# Carlo Balelli
Carlo Balelli, né à Novare en 1894 et mort à Macerata le 24 mars 1981, est un photographe italien, actif à Macerata dans la région des Marches.

## Biographie
Carlo Balelli est le dernier représentant d'une dynastie de photographes actifs à Macerata depuis 1851 ; son père Alfonso dirige un studio de photographie dans la ville depuis 1893. Carlo Belelli fait ses premières expériences photographiques dans le studio de son père tout en poursuivant ses études à l'Institut royal technique des géomètres de Macerata.
Doté d'un physique athlétique et passionné par les sports de montagne, il obtient en 1913 un diplôme de premier degré en « préparation militaire » de la Fédération italienne de gymnastique.

### Photographe de guerre
Carlo Balelli est enrôlé en 1913 dans le corps spécialisé de la Section de photographie militaire et affecté au bataillon de dirigeables. En 1914, devenu caporal, il est envoyé photographier le port de Gênes et les montagnes de la Ligurie, la région d'Alto Isonzo et Fella jusqu'à Montenero.
Au début de mai 1915, il est envoyé en civil à travers la frontière italienne pour photographier les routes et les fortifications autrichiennes, à tel point qu'au début de la guerre, le 24 mai, il est surpris au-delà des lignes ennemies et doit faire un retour aventureux, encourant la risque d'être confondu avec un espion. Par la suite, en tant que premier opérateur de l'équipe photographique de la Troisième armée sous les ordres du commandant Giorgio Abetti, il crée une série de photographies panoramiques qui couvrent tout l'arc alpin de Podgora à Trieste. Il opère également en première ligne en prenant des photos de S. Michele et de Gorizia jusqu'à la côte adriatique.
En 1916, il est le premier opérateur de l'équipe photographique de montagne de la quatrième armée, avec laquelle il a construit 75 stations photographiques à haute altitude, à partir desquelles il a filmé de grandes régions des Alpes. Il documente la vie dans les tranchées et les phases cruciales de la guerre. Ses photographies qui témoignent de la présence de personnalités importantes sur le front, de la reddition des Autrichiens à Villa Giusti, de l'entrée des troupes italiennes à Trente et de l'arrivée de Victor-Emmanuel III à Trieste.

### Après-guerre
Balelli suit des cours de technique photographique en 1922-1923, à Munich, puis à l'École impériale de photographie de Berlin, où il donne également des cours de soutien aux étudiants pour la spécialisation en photogrammétrie. De retour en Italie, il dirige un studio photographique Via Pandolfini à Florence de 1924 à 1927.
Il s'installe à Macerata, où il reprend le studio photographique familial en 1929. Tout en poursuivant son travail en studio, il mène une intense activité de photojournalisme, collaborant avec Panorami Italiani, le Touring Club italien, l'Encyclopédie italienne, de nombreux journaux et périodiques. Il est également correspondant officiel de l'Istituto Nazionale Luce, de l'Office provincial du tourisme et d'autres institutions publiques pour lesquelles il réalise des photographies détaillées de toutes les communes de la province de Macerata, de la côte adriatique aux Apennins. Il a ainsi apporté une contribution fondamentale à leur connaissance et a laissé une vaste documentation sur les sports de montagne qu'il connaissait par expérience directe en tant que président de la Fédération provinciale de la randonnée pédestre. 
Il prend sa retraite en 1972 et le Studio Balelli cesse son activité.
Carlo Balelli meurt à Macerata le 24 mars 1981.

## Collections
- Bibliothèque municipale Mozzi-Borgetti, Macerata
- Biblioteca statale di Macerata (it), Macerata.

## Expositions
- 1995 : Momenti della guerra 1915-1918 nella fotografia di Carlo Balelli, Université de Camerino[1]

puis : Biblioteca comunale Mozzi-Borgetti, Macerata.
- 28 septembre - 13 octobre 2012 : E figurato è il mondo in breve carta: paesaggi delle Marche nella fotografia dei Balelli, Biblioteca comunale Mozzi-Borgetti, Macerata[2].
- 17 juillet - 15 août 2014 :  Aïda 1921, la prima stagione lirica allo Sferisterio di Macerata nelle foto Balelli, Galleria Galeotti, Macerata[3].
- 23 mai - 9 août 2015 : Obiettivo sul fronte. Carlo Balelli e le squadre fotografiche militari nella Grande Guerra, Centro Studi Carlo Balelli, Macerata.
- 20 juin - 15 août 2015 : La memoria delle immagini. Montecassiano nelle fotografie Balelli, église de San Marco, Montecassiano[4].

### Études et articles
- Emanuela Balelli, Giuseppe Trivellini, Sguardi immortali. Il ritratto fotografico dei Balelli, Macerata, Centro Studi Carlo Balelli, 2013.
- Luigi Goglia, Alberto Pellegrino, Momenti della guerra 1915-1918 nella fotografia di Carlo Balelli, Rome, Editalia, Istituto poligrafico e Zecca dello Stato, 1995.
- Nicola di Monte, Apiro nelle foto storiche di Carlo Balelli, Macerata, Centro Studi Carlo Balelli, 2014.
- Angiola Maria Napolioni : 
  - Obiettivo sul passato - La città. Fotografie dal Fondo Balelli della Biblioteca Nazionale di Macerata, Milan, Motta, 1998.
  - Obiettivo sul passato - Da Macerata al mare. Fotografie dal Fondo Balelli della Biblioteca Nazionale di Macerata, Milan, Motta, 1999.
  - Obiettivo sul passato - Da Macerata ai monti. Fotografie dal Fondo Balelli della Biblioteca Nazionale di Macerata, Milan, Motta, 2000.
- Angiola Maria Napolioni, Alberto Pellegrino, Maurizio Nati, Uomini dalle mani indurite - Il lavoro nella fotografia di Carlo Balelli. Fotografie dal Fondo Balelli della Biblioteca Statale di Macerata, Macerata, Grafiche Ciocca, 2005.

### Catalogues d'exposition
- (it) Emanuela Balelli, Nicola di Monte et Giuseppe Trivellini, Aïda 1921, la prima stagione lirica allo Sferisterio di Macerata nelle foto Balelli, Macerata, Centro studi "Carlo Balelli", 2014, 167 p. (ISBN 9788890949227).
- Emanuela Balelli, Gabriele D'Autilia, Nicola di Monte, Giuseppe Trivellini, Obiettivo sul fronte. Carlo Balelli e le squadre fotografiche militari nella Grande Guerra (catalogue d'exposition), Macerata, Centro Studi Carlo Balelli, 2015.
- (it) Luigi Goglia (dir.), Momenti della guerra 1915-1918 nella fotografia di Carlo Balelli (catalogue d'exposition, Université de Camerino), Rome, Editalia, 1995, 281 p..
- (it) Nicola di Monte (dir.), La memoria delle immagini : Montecassiano nelle foto Balelli (catalogue d'exposition), Montecassiano, 2015, 71 p. (ISBN 978-88-909492-4-1).
- (it) Carlo Pongetti, Emanuela Balelli et Donatella Donati, E figurato è il mondo in breve carta: paesaggi delle Marche nella fotografia dei Balelli (catalogue d'exposition), Macerata, Edizioni  Simple, 2012, 119 p. (ISBN 9788862595643).